# Цвинтар Расу

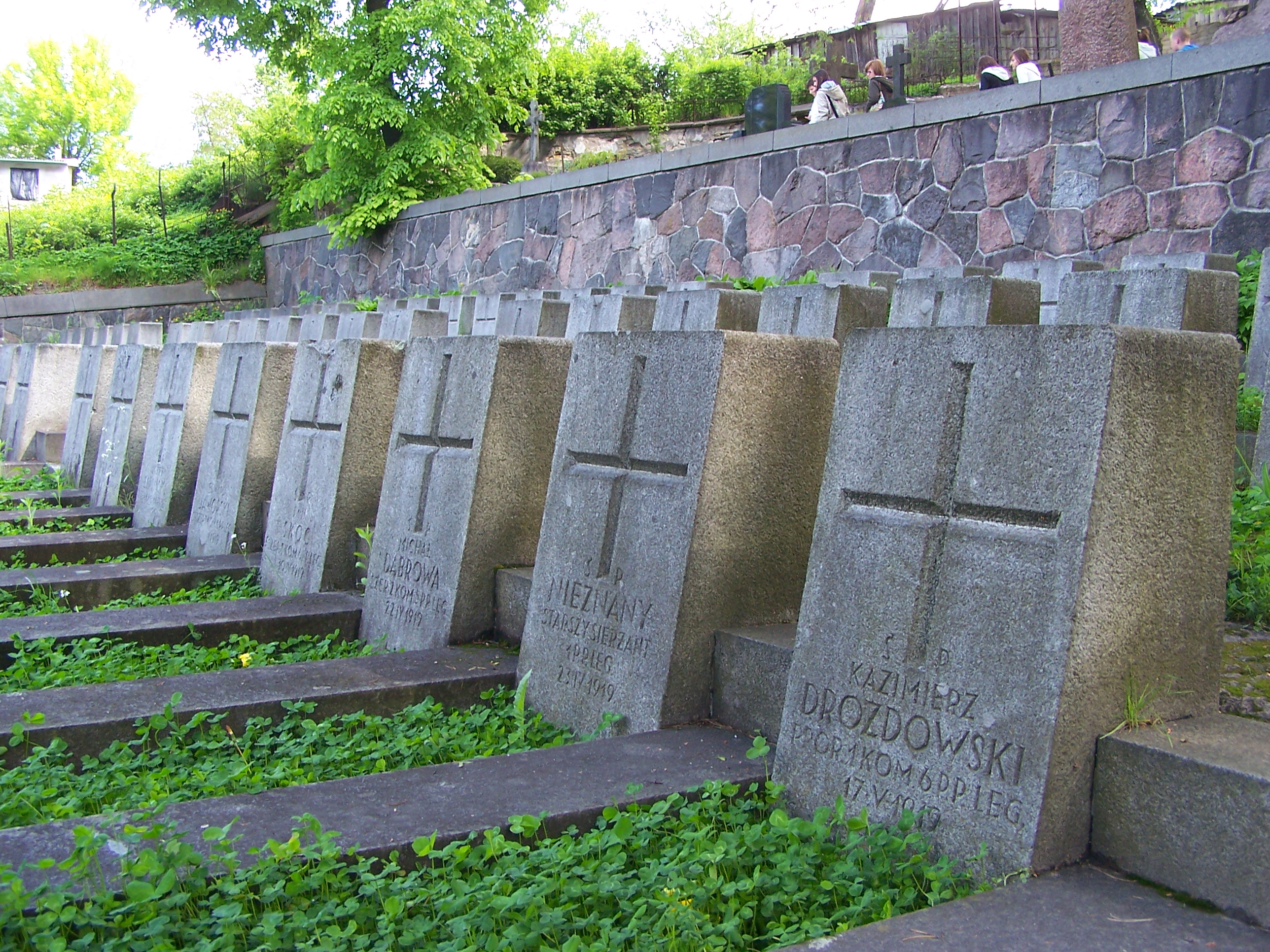
Могили польських вояків, 1939

Цвинтар Расу (лит. Rasų kapinės, пол. Cmentarz na Rossie) — один із найдавніших і найцінніших в історико-культурному відношенні некрополів Литви. Площа кладовища 10.863 га. Кладовище є пам'яткою історії та культури національного значення й охороняється державою.

## Історія
У квітні 1801 року магістрат Вільно виділив ділянку землі для цвинтаря за тодішньою міською межею. 6 травня 1801 року цвинтар був освячений. 8 травня 1801 року на ньому був похований бургомістр Ян Мюллер. У 1814 році до північної частини цвинтаря була приєднана ще одна ділянка землі.
Поруч із цим кладовищем в першій половині XIX століття розташовувалося місце для поховання померлих у відділенні Антокольської лікарні. Спочатку його називали Сирітським, потім Новою Росою (площа 4,6 га).
Перед входом на цвинтар у 1920 році були поховані солдати, полеглі в польсько-радянській війні. У 1935—1936 роках невеликий військовий цвинтар був перебудований за проектом Войцеха Ястжембовського, автора розташованого в центрі надгробка над прахом матері і серцем Юзефа Пілсудського. Поруч поховані солдати почесної варти, які відмовилися здати зброю червоноармійцям в 1939 році і були розстріляні на місці.
З 1967 року поховання на Расу, крім виняткових випадків, припинені.
10 березня 2005 року, під час державного візиту в Литву президента Польщі, на цвинтарі Расу Олександр Кваснєвський і Валдас Адамкус поклали квіти на могили Йонаса Басанавічюса і Юзефа Пілсудського.

## На цвинтарі поховані
- Франциск Смуглевіч (1745-1807) — художник, професор Віленського університету.
- Еузебіуш Словацька (1773 або 1772-1814) — поет, професор Віленського університету.
- Йонас Бендорюс (1889—1954) — литовський композитор, органіст.
- Август Бекю (1775-1824) — професор Віленського університету, медик.
- Анджей Снядецький (1768-1838) — вчений, медик, професор Віленського університету.
- Юстин Нарбут (1776-1845) — історик.
- Кароль Подчашінський (1790-1860) — архітектор.
- Адам Йохер (1791-1860) — бібліограф і філолог.
- Йоахім Лелевель (1786-1861) — історик, професор Віленського університету.
- Владислав Сирокомля (1823-1862) — письменник і поет.
- Онуфри Петрашкевич (1793-1863) — друг Адама Міцкевича, один із засновників товариства філоматів і хранитель архіву філоматів.
- Еустахи граф Тишкевич (1814-1873) — історик і археолог.
- Адам Фердинанд Адамович (1802-1881) — медик.
- Марк Конрад Соколовський (1818-1883) — відомий віртуоз класичної гітари.
- Ян Казимир Вільчинський (1806-1885) — лікар, колекціонер, видавець «Віленського альбому».
- Повілас Вішінскіс (1875-1906) — книгоноша, письменник, збирач литовського фольклору, учасник археологічних експедицій, культурний діяч.
- Йонас Яшмантас (1849-1906) — культурний діяч, організатор благодійної організації допомоги литовцям в Петербурзі, член литовської патріотичної організації «Дванадцять апостолів Вільнюса» (1895-1904).
- Мікалоюс Константінас Чюрльоніс (1875—1911) — художник і композитор.
- Аугустінас Пашкявічюс (1844-1914) — доктор, культурний діяч, керівник вільнюської литовської культурної організації «Rūta».
- Александрас Юрашайтіс (1859-1915) — литовський фотограф, з 1902 працював у власній фотостудії на Георгіївському проспекті, один з перших литовських кінорежисерів, литовський культурний діяч.
- Юзеф Балзукевич (1867-1915) — художник.
- Юозапас Амбразеюс-Амбразевічюс (1855-1915) — композитор, поет, з 1897 року керівник литовського хору.
- Габріелюс Ландсбергіс-Жямкальніс (1852-1916) — драматург, театральний діяч, публіцист, книгоноша, редактор першої литовської газети Вільнюса — Vilniaus žinios.
- Луцькевич Іван Іванович(1881-1919) — білоруський політичний діяч, археолог, етнограф, публіцист, ідеолог білоруського національного руху ХХ століття

## Галерея

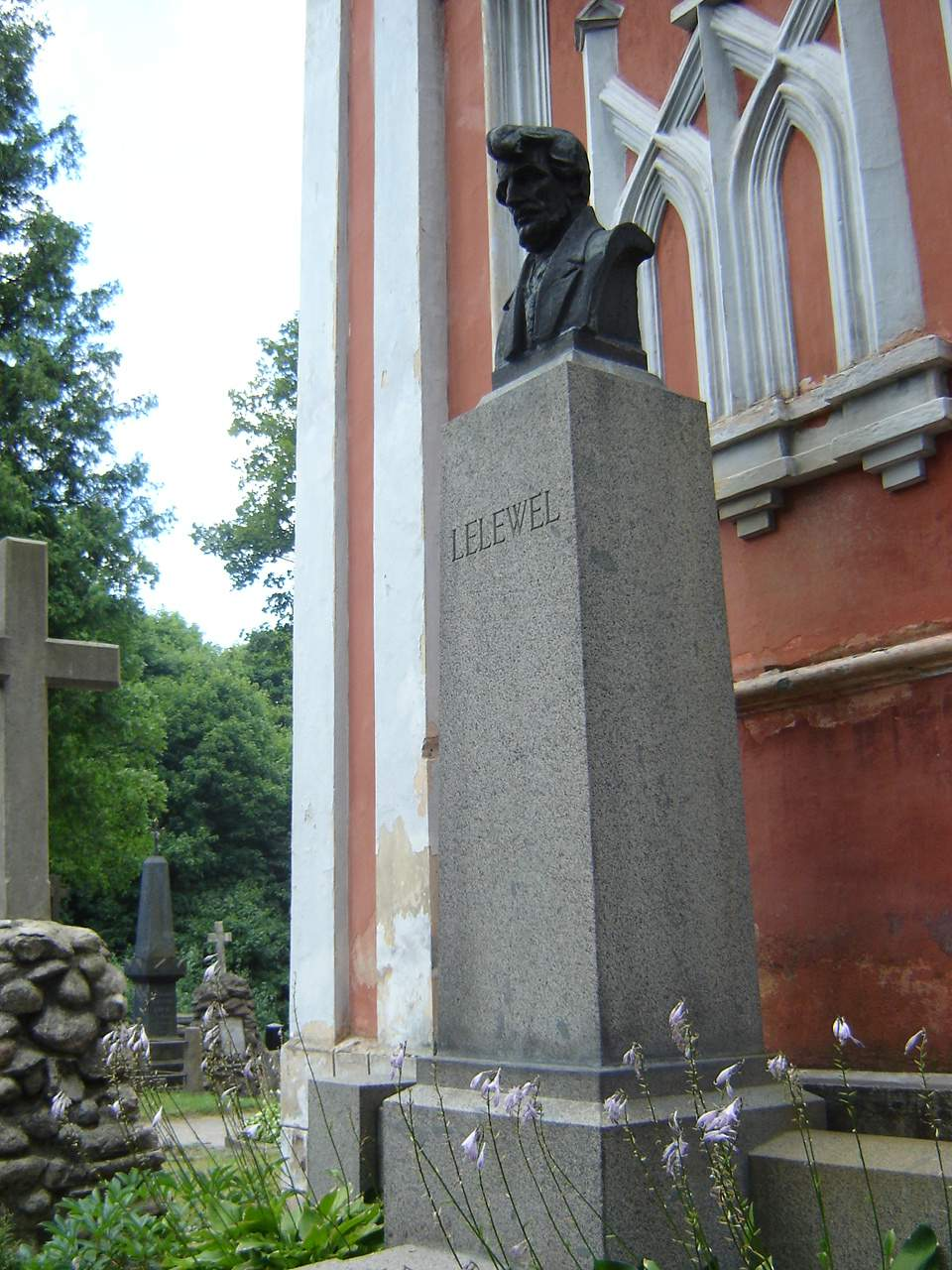
Пам'ятник на могилі І. Лелевеля
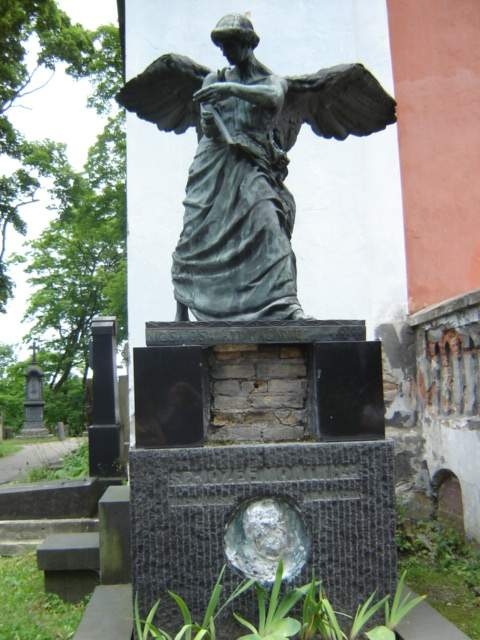
Пам'ятник на могилі Ю. Монтвілла
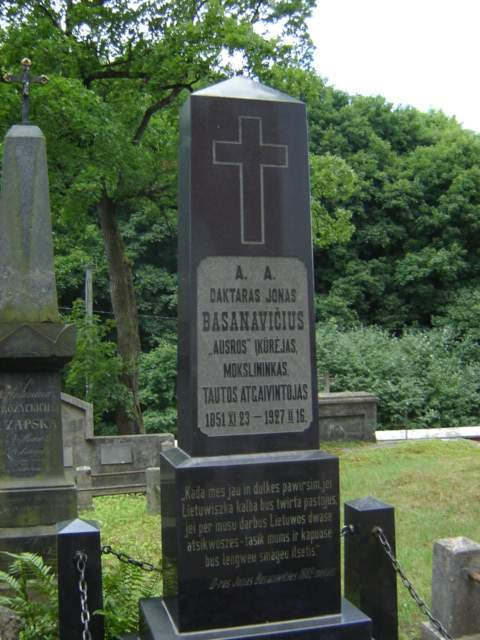
Пам'ятник на могилі Й. Басанавічюса
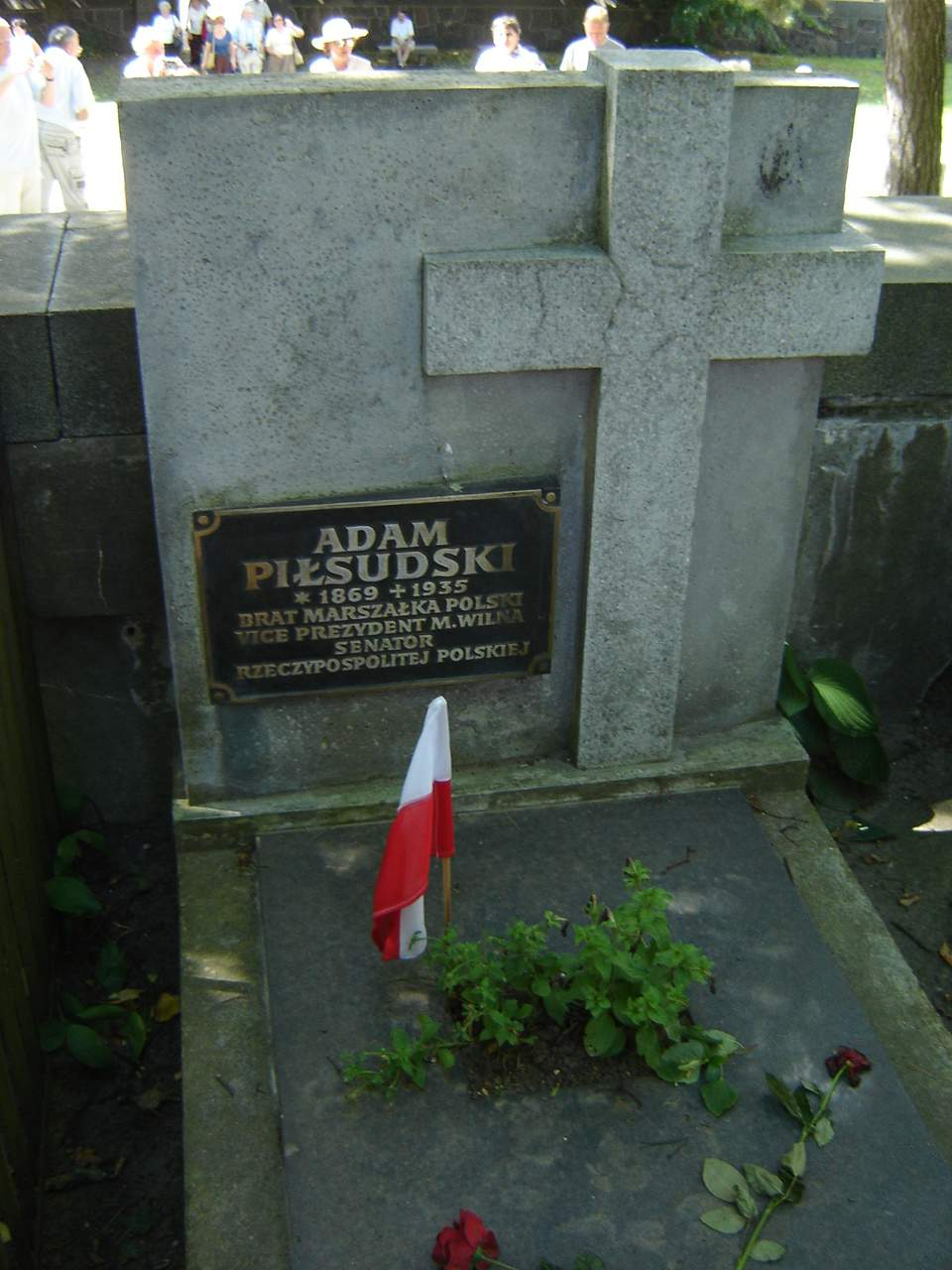
Надгробок на могилі А. Пілсудського
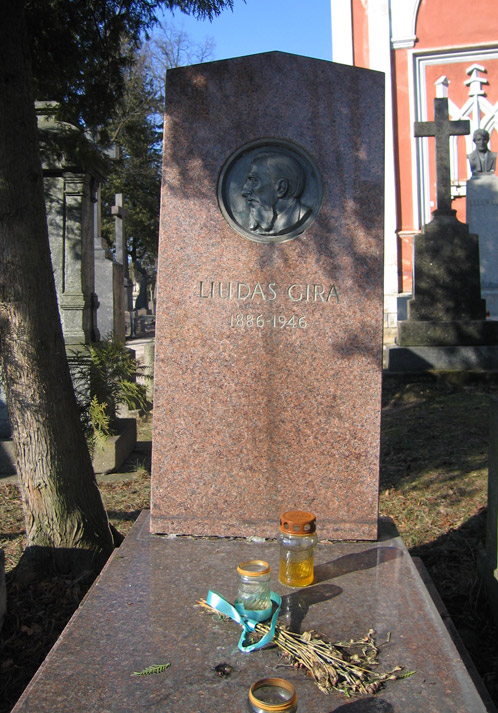
Надгробок на могилі Людаса Ґіри
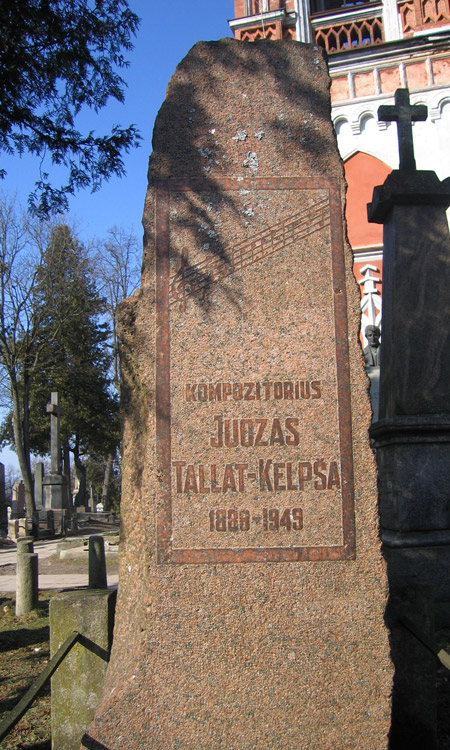
Надгробок на могилі Юозаса Таллат-Кялпші
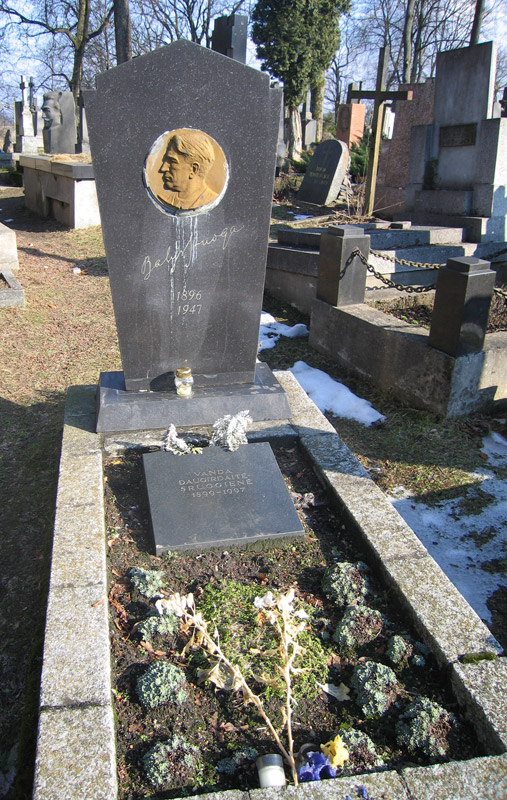
Надгробок на могилі Баліса Сруоги